# Vicente Domínguez
Vicente Hernán Domínguez Vial (13 de diciembre de 1942) es un abogado, empresario, dirigente gremial y consultor chileno, expresidente de la estatal Empresa de los Ferrocarriles del Estado (EFE) de su país.
Estudió en el Colegio de los Sagrados Corazones de la capital, donde conoció a Alberto Etchegaray Aubry, quien después sería ministro de Vivienda y Urbanismo del presidente Patricio Aylwin (1990-1994). Posteriormente cursó la carrera de derecho en la Pontificia Universidad Católica, donde compartió generación con Adolfo Zaldívar, José Antonio Viera-Gallo y Carlos Larraín, entre otros.
En 1990, a pedido de Etchegaray, asumió como jefe del comité asesor del Ministerio de Vivienda y Urbanismo. Dejó la cartera en marzo de 1995, formando la consultora inmobiliaria Domet.
Tras participar como director y consultor en empresas y asociaciones, destacándose Copsa, que reúne a los concesionarios de obras de infraestructura pública, asumió como presidente de EFE por encargo de Michelle Bachelet en enero de 2007, en medio de una severa crisis financiera de la compañía.
Renunció abruptamente nueve meses después, argumentando escaso apoyo del Gobierno y el Congreso Nacional.
En lo sucesivo lideró la Asociación de Desarrolladores Inmobiliarios como director ejecutivo.
Cercano al Partido Demócrata Cristiano, es hermano del director de televisión Eduardo Domínguez.